# Diócesis de Northampton
La diócesis de Northampton (en latín: Dioecesis Northantoniensis y en inglés: Roman Catholic Diocese of Northampton) es una circunscripción eclesiástica de la Iglesia católica en el Reino Unido. Se trata de una diócesis latina, sufragánea de la arquidiócesis de Westminster. Desde el 8 de enero de 2020 su obispo es David James Oakley.

## Territorio y organización
La diócesis tiene 3419 km² y extiende su jurisdicción sobre los fieles católicos de rito latino residentes en los condados de Northamptonshire y Bedfordshire y el condado histórico de Buckinghamshire, en Inglaterra.
La sede de la diócesis se encuentra en la ciudad de Northampton, en donde se halla la Catedral de Nuestra Señora y Santo Tomás.
En 2023 en la diócesis existían 70 parroquias.
La diócesis de Northampton integra la Asociación Católica de Peregrinación.

## Historia
Cuando Agustín de Canterbury llegó de Roma en 597, se concentró en las áreas de Kent y Essex, pero treinta años más tarde, el área que cubre la diócesis de Northampton finalmente recibió el mensaje cristiano, con la llegada del misionero Birino de Dorchester y la fundación de su sede en Dorchester-on-Thames en 636. Sin embargo, la verdadera evangelización de los habitantes del territorio de la actual diócesis se logró a través de los trabajos y misioneros de la isla de Lindisfarne, en la costa de Northumbria. Entre ellos destacaba Chad de Mercia, cuya sede, establecida en Lichfield en 669, incluía la actual diócesis de Northampton.
Desde la época de la Reforma hasta 1850, las diócesis católicas dejaron de existir en Gran Bretaña. Sin embargo, en 1688 Inglaterra se dividió en cuatro vicariatos apostólicos, con Northampton bajo la autoridad del vicario apostólico del Distrito de Midland.
El vicariato apostólico del Distrito Oriental fue erigido el 3 de julio de 1840 mediante el breve Muneris apostolici del papa Gregorio XVI, obteniendo el territorio del vicariato apostólico del Distrito de Midlands (hoy arquidiócesis de Birmingham).
La sede del vicario apostólico era la ciudad de Northampton. El distrito cubría los condados de Lincolnshire, Rutland, Huntington, Northamptonshire, Cambridgeshire, Norfolk, Suffolk, Bedfordshire y Buckinghamshire.
El 29 de septiembre de 1850 el papa Pío IX mediante el breve Universalis Ecclesiae restauró la jerarquía católica en Inglaterra: el vicariato apostólico fue elevado a diócesis y asumió su nombre actual. Una parte del antiguo vicariato apostólico se unió a la nueva diócesis de Nottingham.
El 13 de marzo de 1976 cedió una parte de su territorio (los condados de Cambridgeshire, Norfolk y Suffolk) para la erección de la diócesis de East Anglia mediante la bula Quod Oecumenicum del papa Pablo VI.

## Estadísticas
Según el Anuario Pontificio 2024 la diócesis tenía a fines de 2023 un total de 180 560 fieles bautizados.
| Año                                                                             | Población            | Población | Población      | Sacerdotes | Sacerdotes    | Sacerdotes    | Bautizados por sacerdote | Diáconos permanentes | Religiosos | Religiosos | Parroquias |
| Año                                                                             | Bautizados católicos | Total     | % de católicos | Total      | Clero secular | Clero regular | Bautizados por sacerdote | Diáconos permanentes | Varones    | Mujeres    | Parroquias |
| ------------------------------------------------------------------------------- | -------------------- | --------- | -------------- | ---------- | ------------- | ------------- | ------------------------ | -------------------- | ---------- | ---------- | ---------- |
| 1950                                                                            | 59 252               | 2 033 185 | 2.9            | 184        | 116           | 68            | 322                      |                      | 147        | 563        | 79         |
| 1969                                                                            | 175 422              | 3 000     | 5.8            | 269        | 162           | 107           | 652                      |                      | 147        | 722        | 111        |
| 1980                                                                            | 136 600              | 1 597 500 | 8.6            | 158        | 96            | 62            | 864                      | 8                    | 64         | 322        | 65         |
| 1990                                                                            | 159 185              | 1 829 000 | 8.7            | 128        | 86            | 42            | 1243                     | 17                   | 44         | 250        | 75         |
| 1999                                                                            | 170 737              | 1 800 000 | 9.5            | 126        | 91            | 35            | 1355                     | 17                   | 37         | 202        | 74         |
| 2000                                                                            | 171 737              | 1 800 000 | 9.5            | 113        | 87            | 26            | 1519                     | 21                   | 28         | 196        | 75         |
| 2001                                                                            | 173 215              | 1 800 000 | 9.6            | 111        | 85            | 26            | 1560                     | 23                   | 30         | 192        | 75         |
| 2002                                                                            | 174 740              | 1 800 000 | 9.7            | 114        | 87            | 27            | 1532                     | 24                   | 34         | 188        | 75         |
| 2003                                                                            | 172 594              | 2 000 769 | 8.6            | 115        | 90            | 25            | 1500                     | 27                   | 32         | 190        | 69         |
| 2004                                                                            | 173 539              | 2 000 769 | 8.7            | 127        | 92            | 35            | 1366                     | 25                   | 44         | 180        | 68         |
| 2013                                                                            | 182 500              | 2 089 307 | 8.7            | 108        | 78            | 30            | 1689                     | 39                   | 31         | 139        | 70         |
| 2016                                                                            | 176 626              | 2 133 542 | 8.3            | 116        | 87            | 29            | 1522                     | 41                   | 30         | 115        | 71         |
| 2019                                                                            | 177 136              | 2 176 506 | 8.1            | 105        | 79            | 26            | 1687                     | 43                   | 27         | 101        | 72         |
| 2021                                                                            | 179 232              | 2 202 264 | 8.1            | 103        | 80            | 23            | 1740                     | 40                   | 24         | 99         | 72         |
| 2023                                                                            | 180 560              | 2 218 590 | 8.1            | 103        | 76            | 27            | 1753                     | 42                   | 27         | 98         | 70         |
| Fuente: Catholic-Hierarchy, que a su vez toma los datos del Anuario Pontificio. |                      |           |                |            |               |               |                          |                      |            |            |            |

Lista parcial de las escuelas ubicadas dentro de la diócesis:

### Escuelas primarias
- Obispo Parker Primario, Milton Keynes
- Cardinal Newman Escuela, Luton
- El pastor bueno Primario, Northampton
- Escuela católica Familiar santa, Langley
- Nuestra Señora de Walsingham Primario, Corby
- Los niños de nuestra Señora, Wellingborough
- Nuestra Señora de Niños de Paz, Burnham
- Nuestra Señora' de Joven de Paz, Burnham
- La escuela de Joven de nuestra Señora, Wellingborough
- La escuela Primaria de nuestra Señora, Chesham Bois
- El corazón sagrado Primario, Luton
- St Anthony  Primario, Slough
- St Bernadette  Primario, Milton Keynes
- St La escuela Preparatoria de Bernard, Slough
- St Brendan  Primario, Corby
- St Escuela de Junior del Edwards, Aylesbury
- St Edwards Primario, Kettering
- St Ethelbert  Primario, Slough
- St La escuela Media de Gregory, Bedford
- St Gregory  Primario, Northampton
- St John Rigby Escuela más Baja, Bedford
- St Josephs Instituto, Slough
- St Josephs Escuela de niños, Aylesbury
- St Josephs Escuela de niños, Luton
- St Josephs Junior Escuela, Luton
- St La escuela más Baja de Joseph, Bedford
- St Josephs Primario, Chalfont St Peter
- St Louis Primario, Aylesbury
- St Margaret  Primario, Luton
- St Martin de Porres Primario, Luton
- St Mary Magdalene Primario, Milton Keynes (un sitio web de blog)
- St La escuela Primaria de Mary, Caddington, Dunstable (NUEVO)
- St La escuela Primaria de Mary, Aston-le-Paredes
- St La escuela Primaria de Mary, Northampton  (NUEVO)
- St La escuela católica de Michael, Alto Wycombe
- St La escuela Primaria de Monica, Milton Keynes
- St Patricks Primario, Corby
- St Pauls Escuela católica, Milton Keynes
- St La escuela Primaria de Peter, Marlow
- St La escuela Independiente de Teresa, Príncipes Risborough
- St Tomás de Aquino Escuela Primaria, Milton Keynes
- St Thomas Más Primario, Kettering
- St Vincent  Primario, Houghton Regis - NUEVO
- Thornton Universidad, cercano Buckingham

### Escuelas secundarias
- St La escuela de Gramática católica de Bernard, Slough
- St La escuela católica de Michael, Alto Wycombe
- St Thomas Escuela Más católica, Bedford
- Thomas Becket Escuela católica, Northampton
- Thornton Universidad, cercano Buckingham

## Episcopologio
- William Wareing † (5 de junio de 1840-21 de diciembre de 1858 renunció[nota 1])
- Francis Kerril Amherst † (14 de mayo de 1858-16 de octubre de 1879 renunció[nota 2])
- Arthur George Riddell † (27 de abril de 1880-15 de septiembre de 1907 falleció)
- Frederick William Keating † (5 de febrero de 1908-13 de junio de 1921 nombrado arzobispo de Liverpool)
- Dudley Charles Cary-Elwes † (21 de noviembre de 1921-1 de mayo de 1932 falleció)
- Laurence William Youens † (16 de junio de 1933-14 de noviembre de 1939 falleció)
- Thomas Leo Parker † (14 de diciembre de 1940-17 de enero de 1967 renunció[nota 3])
- Charles Alexander Grant † (14 de marzo de 1967-16 de febrero de 1982 retirado)
- Francis Gerard Thomas † (27 de agosto de 1982-25 de diciembre de 1988 falleció)
- Patrick Leo McCartie † (20 de febrero de 1990-29 de marzo de 2001 retirado)
- Kevin John Patrick McDonald (29 de marzo de 2001-6 de noviembre de 2003 nombrado arzobispo de Southwark)
- Peter John Haworth Doyle (24 de mayo de 2005-8 de enero de 2020 retirado)
- David James Oakley, desde el 8 de enero de 2020[7]